# Berlin-Friedrichshain
Friedrichshain ist ein Ortsteil im Bezirk Friedrichshain-Kreuzberg von Berlin. Bis zur Fusion mit dem benachbarten damaligen Bezirk Kreuzberg bei der Verwaltungsreform 2001 gab es einen Bezirk Friedrichshain, der mit dem heutigen Ortsteil Friedrichshain deckungsgleich ist. Der Ortsteil hat seinen Namen vom Volkspark Friedrichshain im Norden und erstreckt sich nach Süden bis zum Spreeufer.
Friedrichshain besteht teilweise aus den für Berlin typischen Gründerzeitvierteln. Das Gebiet um die Simon-Dach-Straße und die Revaler Straße gilt als Szeneviertel mit einem lebendigen Nacht- und Kulturleben, das über die Stadtgrenzen hinaus bekannt ist.

## Geographie

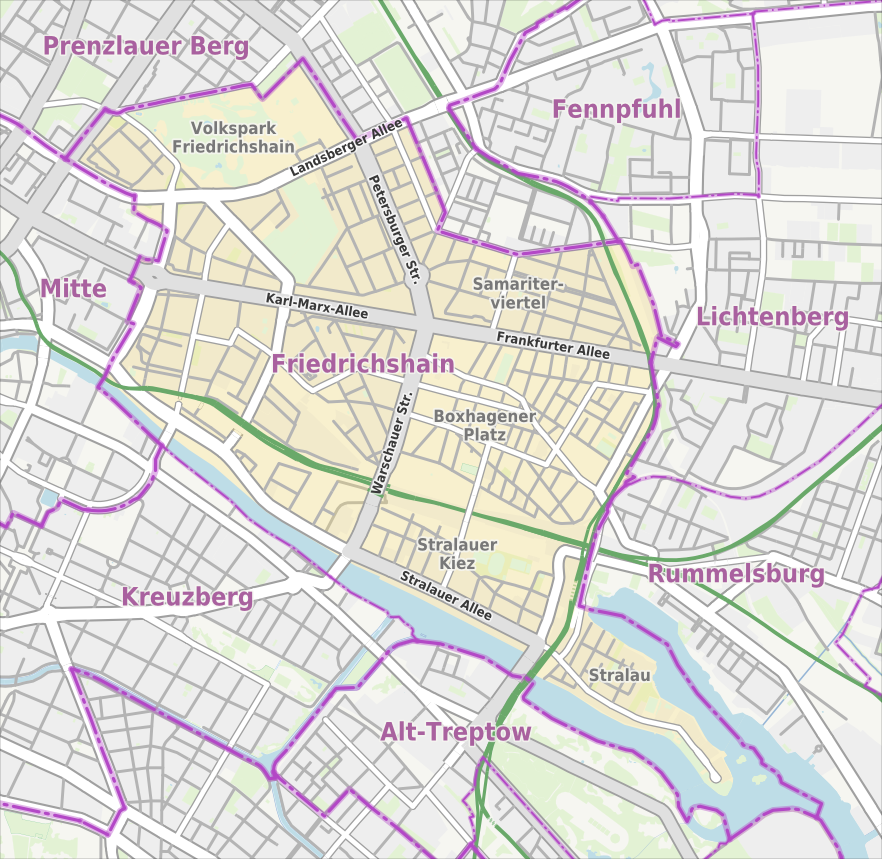
Übersichtskarte des Ortsteils Friedrichshain

Friedrichshain wird – im Uhrzeigersinn westlich beginnend – folgendermaßen begrenzt: Lichtenberger Straße, Mollstraße, Otto-Braun-Straße, Am Friedrichshain, Virchowstraße, Margarete-Sommer-Straße, Danziger Straße, Landsberger Allee, Hausburgstraße, Thaerstraße, Eldenaer Straße, S-Bahn-Trasse, Kynaststraße, Stralauer Halbinsel, Spree.

## Bebauungsstruktur
Der Ortsteil ist ein typischer ehemaliger Arbeiter-Stadtteil und galt als klassischer Mietskasernen-Bereich. Allerdings wird heute nur noch der östliche Bereich des Ortsteils von dieser Bebauungsstruktur aus der Gründerzeit geprägt, im äußersten Westen dominieren Plattenbaustrukturen. Dazwischen bestehen Bereiche, in denen Architektur aus der Frühzeit der DDR dominiert. Im Süden nehmen ehemalige Hafen-, Bahn- und Industrieareale weite Teile des Ortsteils ein. Ein Teil der Bahnanlagen wird weiterhin genutzt (Ostbahnhof, Bahnhof Warschauer Straße, Ostkreuz) und ist Teil der verkehrlich wichtigen Ost-West-Bahntrasse durch die Berliner Innenstadt (Stadtbahn).
Die Gründerzeitquartiere im Osten des Ortsteils gelten als Szene- und Kneipenviertel, insbesondere der Bereich südlich der Frankfurter Allee und östlich der Warschauer Straße. Zentrum dieses Kneipenbereichs ist die Simon-Dach-Straße.
Im westlichen Teil des Ortsteils dominiert Bebauung aus unterschiedlichen Phasen der Nachkriegszeit. Die Grenze zur Gründerzeitbebauung im östlichen Teil markieren in etwa der Comeniusplatz und die Kadiner Straße. Westlich davon sind Gründerzeitbauten nur noch insulär vorhanden. Eine dominante Magistrale bildet dabei die in den 1950er Jahren zur Prachtstraße Stalinallee ausgebaute damalige Große Frankfurter Straße und Frankfurter Allee im charakteristischen Stil des stalinistischen Neo-Klassizismus. Auch nördlich und südlich davon dehnt sich Bebauung in diesem Stil aus. Eine Sonderrolle nimmt der Bereich rund um die Hildegard-Jadamowitz-Straße ein. Hier befindet sich die unmittelbar nach dem Zweiten Weltkrieg errichtete Wohnzelle Friedrichshain, die an Siedlungen der klassischen Moderne aus den 1920er Jahren erinnert. Westlich des U-Bahnhofs Weberwiese sind noch einige Gebäude aus der ersten Nachkriegsbebauung im Kachelofen-Design erhalten, die nach 1990 restauriert wurden und inzwischen allesamt unter Denkmalschutz stehen. Ansonsten dominiert im Westen des Ortsteils weithin Plattenbauweise und ein Städtebau, der an Großsiedlungsbau erinnert: aufgelockerte und durchgrünte Bauweise mit Hochhausscheiben, Hochhausschlangen und Punkthochhäusern.
Besondere Bereiche im Ortsteil sind der Volkspark Friedrichshain im Norden, die Uferbereiche der Spree im Süden, das Areal um die Uber Arena, die ausgedehnten Bahnareale bzw. ehemaligen Bahnareale im Süden des Ortsteils sowie die Halbinsel Stralau im Südosten, wo eine eher hochpreisige Wohnlage in Wassernähe (Spree und Rummelsburger Bucht) mit vorstädtischem, teils mondänem Charakter entstand. Die teils nicht mehr genutzten Bahnareale umfassen Teile der Stadtbahntrasse, des heutigen Ostbahnhofs (ehemals: Schlesischer Bahnhof), den ehemaligen Ostgüterbahnhof (früher: Schlesischer Güterbahnhof), den Postbahnhof, den alten Bahnhof der Königlichen Ostbahn, den ehemaligen Wriezener Bahnhof sowie weitere Güterbahnhofsareale, das ehemalige Reichsbahnausbesserungswerk (RAW-Gelände) und die Trasse von Ost- und Schlesischer Bahn bis zum Ostkreuz. Die Grundstücke am Friedrichshainer Ufer der Spree gehören zum Projektgebiet Media-Spree, der größte Teil davon war zu DDR-Zeiten Grenzgebiet zu West-Berlin.
In den 2000er Jahren wurden Kiezstrukturen durch Planungsräume geschaffen: die Bezirksverwaltung hat den Bereich entlang von Petersburger / Warschauer Straße in den Prognoseraum Friedrichshain-West (04) und den Prognoseraum Friedrichshain-Ost (05) untergliedert. Die weitere Unterteilung erfolgt in Bezirksregion und Planungsraum, EDV-gerecht mit Nummern versehen:
- 04 Friedrichshain-West
  - 0405 Karl-Marx-Allee Nord
    - 040501 Barnimkiez, nördlich von Mollstraße/Landsberger Allee einschließlich des Volksparks Friedrichshain
    - 040502 Friedenstraße, südlich von Mollstraße/Landsberger Allee und westlich der Auerstraße
    - 040503 Richard-Sorge-Straße, zwischen Auer- und Petersburger Straße

  - 0407 Karl-Marx-Allee Süd
    - 040701 Andreasviertel, zwischen Lichtenberger Straße und Straße der Pariser Kommune[2]
    - 040702 Weberwiese, zwischen Straße der Pariser Kommune und Warschauer Straße[3]
    - 040703 Wriezener Bahnhof, Südbereich zwischen Andreas- und Rüdersdorfer Straße
- 05 Friedrichshain-Ost
  - 0506 Frankfurter Allee Nord
    - 050601 Hausburgviertel, nördlich von Bersarinplatz und Thaerstraße
    - 050602 Samariterviertel, südlich von Bersarinplatz und Thaerstraße

  - 0508 Frankfurter Allee Süd
    - 050801 Traveplatz, bis an die Boxhagener Straße
    - 050802 Boxhagener Platz, zwischen Boxhagener Straße und dem Bahngelände
    - 050802 Stralauer Kiez, südlich vom Bahngelände
    - 050802 Stralauer Halbinsel, östlich vom Bahngelände

## Geschichte

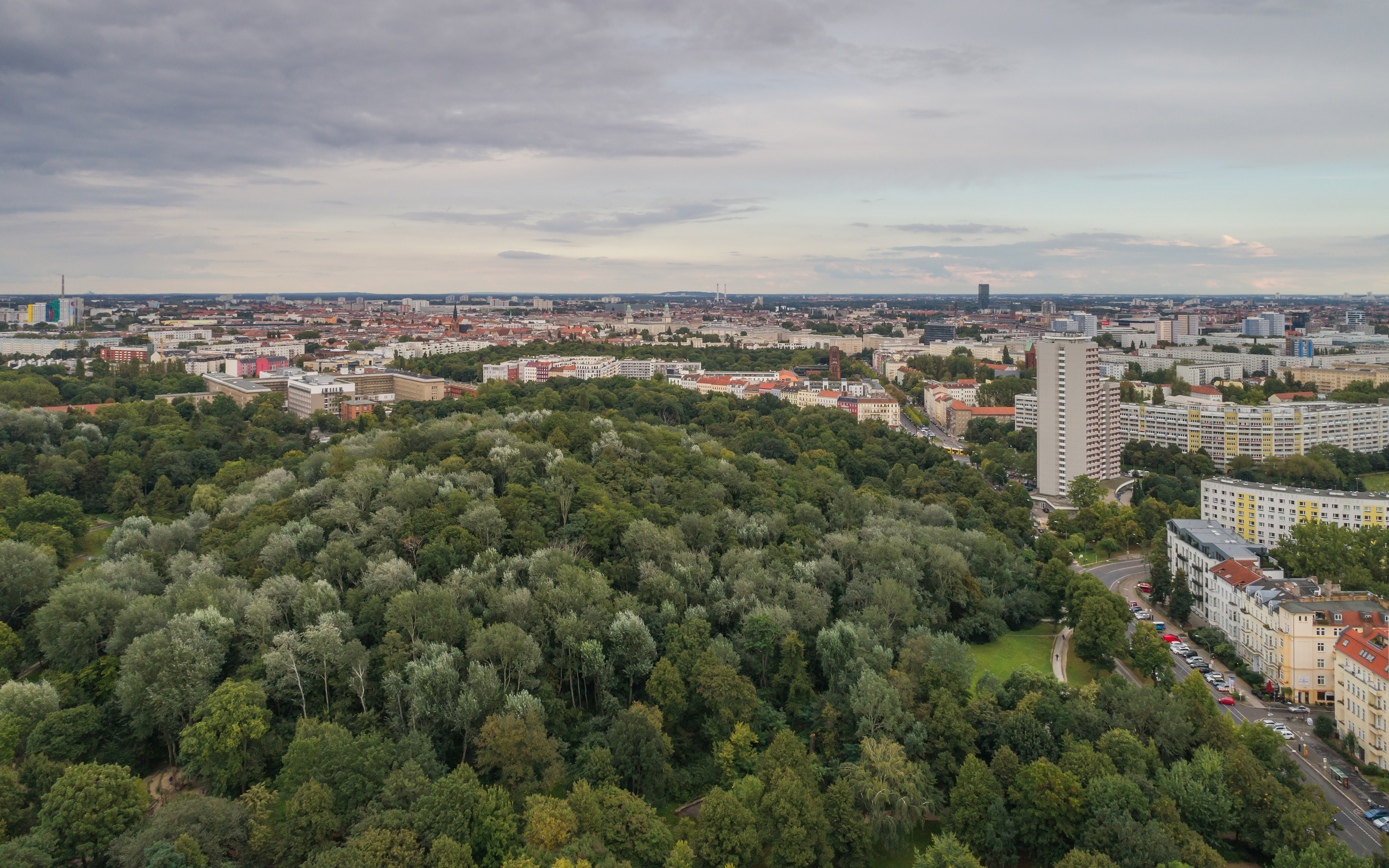
Luftaufnahme von Friedrichshain mit dem Volkspark im Vordergrund

### Überblick
Friedrichshain gliedert sich historisch in die Gebiete östliche Stralauer Vorstadt, Boxhagen, Stralau, Samariterviertel und östliche Königsstadt, dazu die ehemals zu Lichtenberg gehörende Kolonie Friedrichsberg. Vor 1920 verlief die Stadtgrenze Berlins quer durch den Bezirk. Zumindest dem Namen nach zeugen davon das Frankfurter Tor und die Oberbaumbrücke als Bezeichnungen alter Zollstationen. Das Frankfurter Tor als ehemaliges Stadttor (siehe auch: Berliner Zoll- und Akzisemauer) befand sich allerdings auf Höhe des U-Bahnhofs Weberwiese und nicht an der heutigen, Frankfurter Tor genannten, Kreuzung Warschauer Straße/Karl-Marx-Allee. Erst mit der Neuordnung der Stadt Berlin in den 1920er Jahren entstand der heutige Ortsteil als Bezirk. Er unterteilt sich in sechs Gebiete, die durch die großen Straßen des Bezirkes gegliedert werden, zuzüglich Stralau und Stralauer Kiez im Süden an der Spree.

### Vorgeschichte des Ortsteils

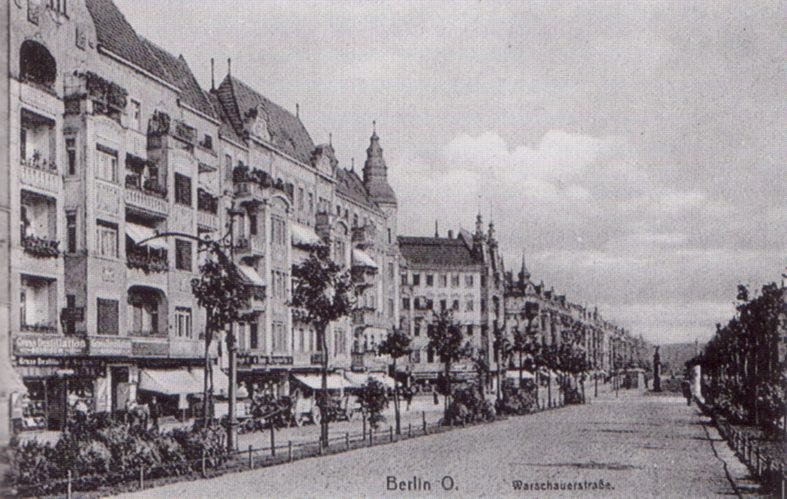
Warschauer Straße, 1910

Der älteste Teil des heutigen Ortsteils Friedrichshain ist das mittelalterliche Fischerdorf Stralau, auf der Halbinsel Stralau gelegen, das auch der Stralauer Vorstadt ihren Namen gab.
Daneben sind Boxhagen und Friedrichsberg historische Ortslagen im Ortsteil. Boxhagen ist seit dem 16. Jahrhundert der Name eines Vorwerks, später auch einer kleinen Kolonisten-Ansiedlung. Vor dem 16. Jahrhundert war Boxhagen bereits als Flurname gebräuchlich. Friedrichsberg ist ebenfalls eine Kolonie (Kolonisten-Ansiedlung), die hier 1770 entstand.
Der weitaus größte Teil des heutigen Ortsteil Friedrichshain geht auf ehemalige Vorstädte Berlins zurück, und zwar einerseits auf Teilbereiche der Königsstadt, andererseits auf den überwiegenden Teil der Stralauer Vorstadt. Diese macht den größten Teil des heutigen Ortsteils aus.
Die Vorgeschichte Friedrichshains ist daher vor allem die Geschichte der Stralauer Vorstadt (auch: Stralauer Viertel). Dieses Gebiet war eine Vorstadt Alt-Berlins, die im 17. Jahrhundert östlich der alten Stadtgrenze (Stadtgrenze war damals der Festungsgraben im Verlauf der heutigen S-Bahn-Trasse zwischen Alexanderplatz und westlich der Jannowitzbrücke) in Richtung des Dorfes Stralau entstand. Die Stralauer Vorstadt dehnte sich nach und nach immer weiter nach Osten aus.
Bis zum 19. Jahrhundert wurde im eher ländlichen Stralauer Viertel vor allem Gartenbau betrieben.
Mit dem Bau des Frankfurter Bahnhofs 1842 veränderte sich der Stadtteil, Mietskasernen und Fabriken wurden errichtet. Textilindustrie (Weberei, Bleichen und Färbereien), Holzverarbeitung und ein Papierwerk, Lebensmittelindustrie (Brauereien, Molkereibetriebe, Fleischfabriken, Zuckerfabrik, Essigfabrik, Mühlen) sowie Eisengießerei und Maschinenfabriken (z. B. Julius Pintsch AG) sind Beispiele für die beginnende Industrialisierung des Bezirks.
Das erste Wasserwerk Berlins ging 1856 am Stralauer Tor in Betrieb (etwa auf dem Gelände des späteren Glühlampenwerkes). Am Stralauer Platz wurde 1845–1847 die erste kommunale Gasanstalt Berlins errichtet.
Mit dem Bahnhof der Königlichen Ostbahn, dem Wriezener Bahnhof und Güterbahnhofsflächen kamen bis zum Ersten Weltkrieg nach und nach großflächig weitere Bahnareale dazu.
Vom 25. bis 27. Juli 1872 ereigneten sich die sogenannten Blumenstraßenkrawalle, ein dreitägiger militanter Protest gegen die Missstände im Berliner Wohnungswesen. Polizei und Anwohner lieferten sich heftige Straßenschlachten.  

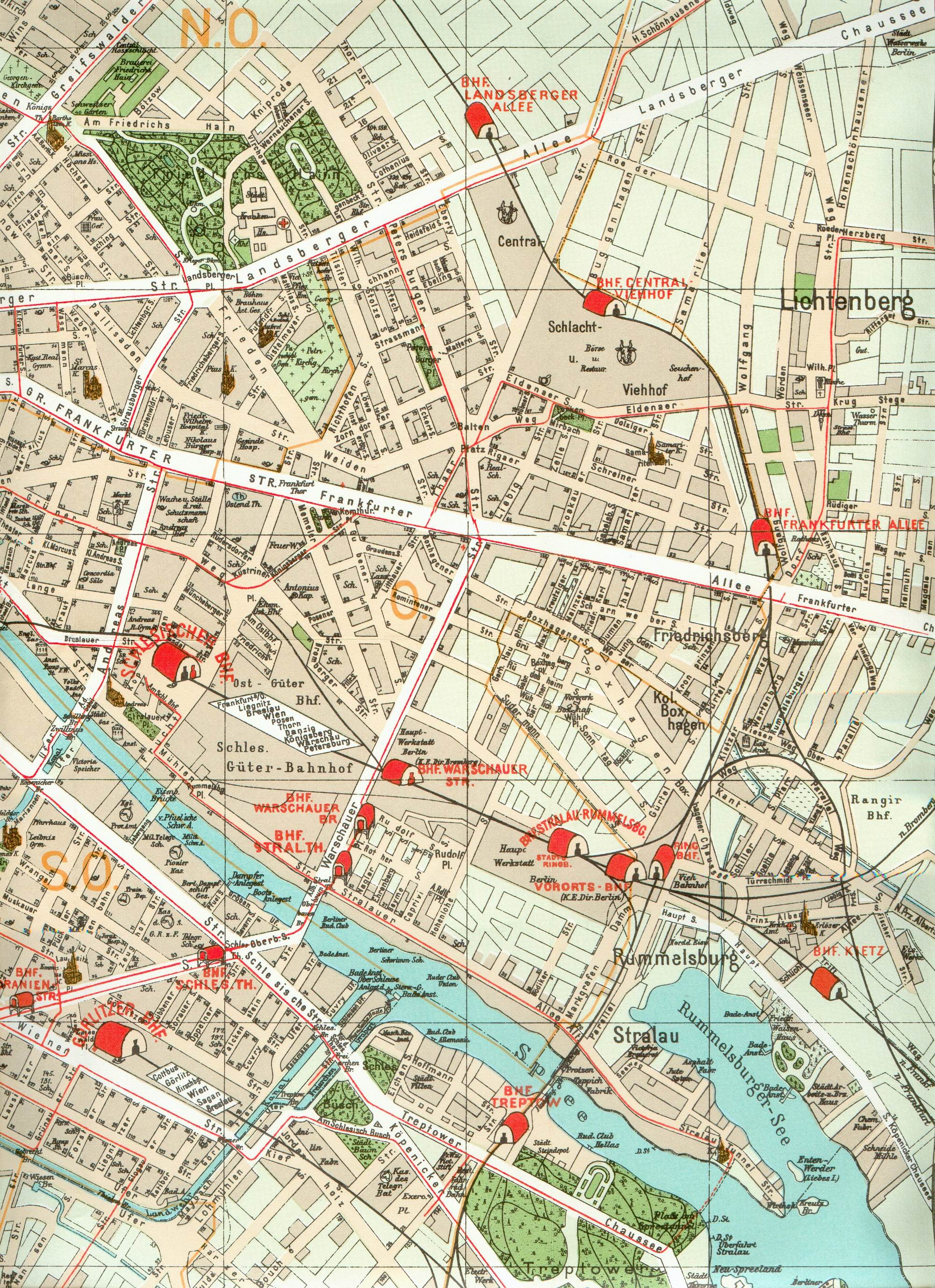
Ausschnitt aus dem Pharus-Plan Berlin von 1902

Bis 1920 wuchs die Stralauer Vorstadt immer mehr nach Osten und grenzte dann unmittelbar an Boxhagen und an Friedrichsberg (beide dann inzwischen zur Stadt Lichtenberg gehörig). Das Samariterviertel und (das heute nicht mehr zu Friedrichshain gehörende) Schlachthofgelände gehörten auch zur Stralauer Vorstadt, ebenso der Rudolfkiez, Stralau allerdings nicht.

### Entwicklung des Ortsteils seit der Bildung Groß-Berlins
Im Jahr 1920 wurde der seinerzeitige Bezirk Friedrichshain gebildet. Er umfasste den größten Teil der Stralauer Vorstadt, einen kleinen Teil der Königsstadt und Stralau. Boxhagen und Friedrichsberg gehörten 1920 noch nicht dazu und wurden zunächst dem Bezirk Lichtenberg zugeordnet. Den weitaus größten Anteil an der 1920 geschaffenen Bezirksfläche hatte die vormalige Stralauer Vorstadt. Der Name Friedrichshain war als Stadtgebietsname neu und leitet sich vom Volkspark am Rande des damaligen Bezirks her, der seinen Namen dem preußischen König Friedrich II. verdankt.
Friedrichshain war in den 1920er und 1930er Jahren eine Hochburg der Sozialdemokraten und Kommunisten und zugleich ein Hauptschauplatz der Kämpfe, die die Arbeiterparteien untereinander und gegen die Nationalsozialisten in Berlin führten. Nach der „Machtergreifung“ der Nationalsozialisten im Jahr 1933 entwickelte sich im Bezirk ein umfangreicher und vielfältiger Widerstand gegen den Nationalsozialismus. Am 28. September 1933 benannten die neuen Machthaber Friedrichshain nach einem ihrer Idole, dem 1930 von Kommunisten getöteten Friedrichshainer SA-Führer Horst Wessel, in Horst-Wessel-Stadt um (von 1936 bis 1945: Bezirk Horst-Wessel).
Mit der Berliner Gebietsreform zum 1. April 1938 änderte sich das Bezirksgebiet beträchtlich, als ihm die westlich der Ringbahn gelegenen Teile des Bezirks Lichtenberg eingegliedert wurden, die den Großteil des historischen Gebietes Friedrichsberg sowie Boxhagen ausmachen. Die Bevölkerungszahl des Bezirks, die im Oktober 1937 noch rund 289.000 betragen hatte, stieg dadurch auf über 353.000 im Oktober 1938.
Im Zweiten Weltkrieg zerstörten alliierte Luftangriffe und der Häuserkampf in der Schlacht um Berlin große Teile Friedrichshains.

### Sowjetischer Sektor und DDR
Noch im Juni 1945 ordnete der Berliner Magistrat die Rückbenennung des Bezirks in „Friedrichshain“ an.

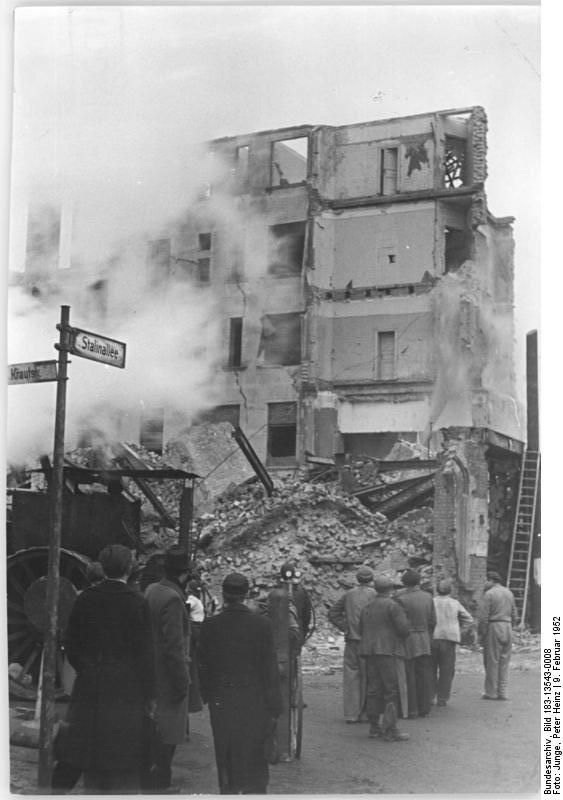
1952: Abriss der Ruinen alter Häuser an der Krautstraße Ecke Stalinallee

Friedrichshain lag im sowjetischen Sektor und dadurch seit der Teilung der Berliner Verwaltung in Ost-Berlin. Der Übergang in den West-Berliner Bezirk Kreuzberg war die Oberbaumbrücke. Die am Spreeufer erhaltene Hinterlandmauer an der Mühlenstraße ist heute als East-Side-Gallery ein touristischer Anziehungspunkt.
Im Zuge des Wiederaufbaus nach dem Zweiten Weltkrieg entstand die Stalinallee. Im weiteren Verlauf der DDR-Zeit wurden Plattenbaubereiche im Westen des Ortsteils errichtet.

Wappen des Stadtbezirks 1987–1993

### Seit 1990

Wappen des Bezirks 1993–2000

Die politische Wende 1989/1990 markierte auch in Friedrichshain eine tiefe und folgenreiche Zäsur.
In der Wendezeit und danach nutzten viele Hausbesetzer aus der linken Szene – vor allem aus West-Berlin – den Leerstand in den unsanierten Altbaugebieten im östlichen Teil des Bezirks zu neuen Hausbesetzungen. 1990 endete diese Hausbesetzerwelle mit Straßenschlachten in der Mainzer Straße. Viele der Häuser wurden durch die Polizei geräumt (siehe: Räumung der Mainzer Straße). Einige der ehemaligen Besetzer wohnen noch heute in „ihren“ Häusern. Aus der Hausbesetzerkultur entstanden nicht selten wichtige und beliebte soziokulturelle Einrichtungen in Friedrichshain: Bars, Veranstaltungsräume, Beratungsstellen, Videokinos. Dies trug wohl auch dazu bei, dass Friedrichshain immer mehr zuziehende Studenten und Touristen anlockt, die den „Szene-Stadtteil“ für sich entdecken.
Ende der 1990er Jahre entwickelte sich die Gegend um die Simon-Dach-Straße zum Kneipenviertel mit vielen kleinen Läden, die eher junges Publikum aus der ganzen Stadt und Touristen anziehen. Insbesondere die vielen Kneipen mit ihren zahlreichen Sitzplätzen auf den breiten Gehsteigen sind bei einigen Anwohnern nicht nur auf Gegenliebe gestoßen: In jüngster Zeit ist Friedrichshain – insbesondere die Simon-Dach-Straße – des Öfteren in die öffentliche Diskussion um Lärmbelästigung und um den sogenannten „Ballermann-Tourismus“ geraten. Vor allem in den Sommermonaten entbrennt regelmäßig Streit zwischen Anwohnern und Gastronomen.
Heute ist der größte Teil der Altbauten saniert, und der Bezirk befindet sich im fortschreitenden Gentrifizierungsprozess, weil die aufgrund der Gaststätten, Läden und Ateliers steigende Attraktivität den Ortsteil auch für Investoren und neue Bewohner interessant macht. Der Bezirk ist durch ein alternativ-studentisches Milieu geprägt und eine Hochburg linker Parteien. Bündnis 90/Die Grünen erreichten hier neben dem benachbarten Kreuzberg ihre höchsten Wahlergebnisse.

### Bezirksbürgermeister
Die folgende Aufstellung der Bezirksbürgermeister endet mit dem Jahr 2000, weil infolge der Verwaltungsreform im Jahr 2001 Friedrichshain mit Kreuzberg zu einem neuen Bezirk vereinigt wurden.
| Zeitraum  | Name                 | Partei        |
| --------- | -------------------- | ------------- |
| 1921–1933 | Paul Mielitz         | SPD           |
| 1933–1938 | Max Conrad           | NSDAP         |
| 1938–1944 | Günther Hüber        | NSDAP         |
| 1944–1945 | Hans Fink            | NSDAP         |
| 1945–1946 | Paul Lippke          | SPD           |
| 1946–1947 | Fritz Saar           | SPD, dann SED |
| 1947      | Wilhelm Mardus       | SPD           |
| 1948      | Heinz Griesch        | SPD           |
| 1948      | Erwin Butte          | SED           |
| 1948–1950 | Willi Schmidt        | SDA           |
| 1950–1953 | Gustav-Adolf Werner  | SED           |
| 1953–1956 | Fritz Reuter         | SED           |
| 1956–1975 | Hans Höding          | SED           |
| 1975–1989 | Manfred Pagel        | SED           |
| 1989–1990 | Heinz Borbach        | SED           |
| 1990      | Hans-Günter Baudisch | SED           |
| 1990–2000 | Helios Mendiburu     | SPD           |

## Einzelne Bereiche des Ortsteils

### Osthafen und Glühlampenwerk im Rudolfkiez
Vor dem Zweiten Weltkrieg und während des Bestehens der DDR war Friedrichshain ein Arbeiterbezirk mit vielen Industrie- und Gewerbebetrieben. Der im Süden von Friedrichshain gelegene Osthafen war in dieser Zeit einer der wichtigsten Warenumschlagplätze in Ost-Berlin, gleichzeitig war er Grenzgebiet zu West-Berlin und konnte nach dem Mauerbau 1961 nur eingeschränkt genutzt werden. Die Lager- und Kühlhäuser am Ufer zeugen noch immer von dieser Zeit. Der U-Bahnhof Osthafen (bis 1924: Stralauer T[h]or), direkt an der Oberbaumbrücke gelegen, wurde nach seiner Zerstörung im Zweiten Weltkrieg nicht wieder aufgebaut. Nach der politischen Wende ließ die Binnenreederei einige Hafengebäude aufwendig sanieren und fand damit neue Nutzer. Das Eierkühlhaus direkt an der Oberbaumbrücke dient Universal Music als Firmensitz, daneben hat der Musiksender MTV sein Quartier bezogen.
Im nördlich vom Hafen gelegenen Industriegebiet hatte die Deutsche Gasglühlicht AG ein großes Werk zur Herstellung von Glühlampen errichtet, das 1919/20 zum Osram Werk D (Drahtwerk) wurde. Die im Zweiten Weltkrieg stark zerstörte Fabrik im Rudolfkiez war zu DDR-Zeiten das Berliner Glühlampenwerk und 1969 in das Kombinat Glühlampenwerke NARVA integriert. In den Glühlampenwerken NARVA waren zeitweise bis zu 5000 Beschäftigte tätig. Nach deren Abwicklung verschwanden nicht nur die Arbeitsplätze, sondern auch der Begriff „NARVA“ aus Berlin und Friedrichshain fast vollständig. Einzig der Sportverein SG NARVA Berlin und der Club „NARVA Lounge“ erinnern an den alten Namen.
Nach der deutschen Wiedervereinigung wurde das gesamte Areal an einen Investor verkauft, der jedoch an einer weiteren industriellen Produktion kein Interesse hatte. Der Gebäudekomplex, inzwischen Oberbaum City genannt, wurde mit einem Kostenaufwand von über einer Milliarde Euro saniert und in der Folge vor allem an Dienstleistungsbetriebe vermietet. Zu dem Industriegebiet gehört Berlins ältestes Hochhaus (Narva/Osram-Turm), das 1909 errichtet wurde. Nach der Sanierung wurde der Turm um einen fünfgeschossigen Glasaufsatz erweitert. Seit der Turm mit Lichtinstallationen versehen wurde, erhebt er sich wie ein Pilz über die umliegenden Gebäude.

### Industrie-Areal an der Ringbahn

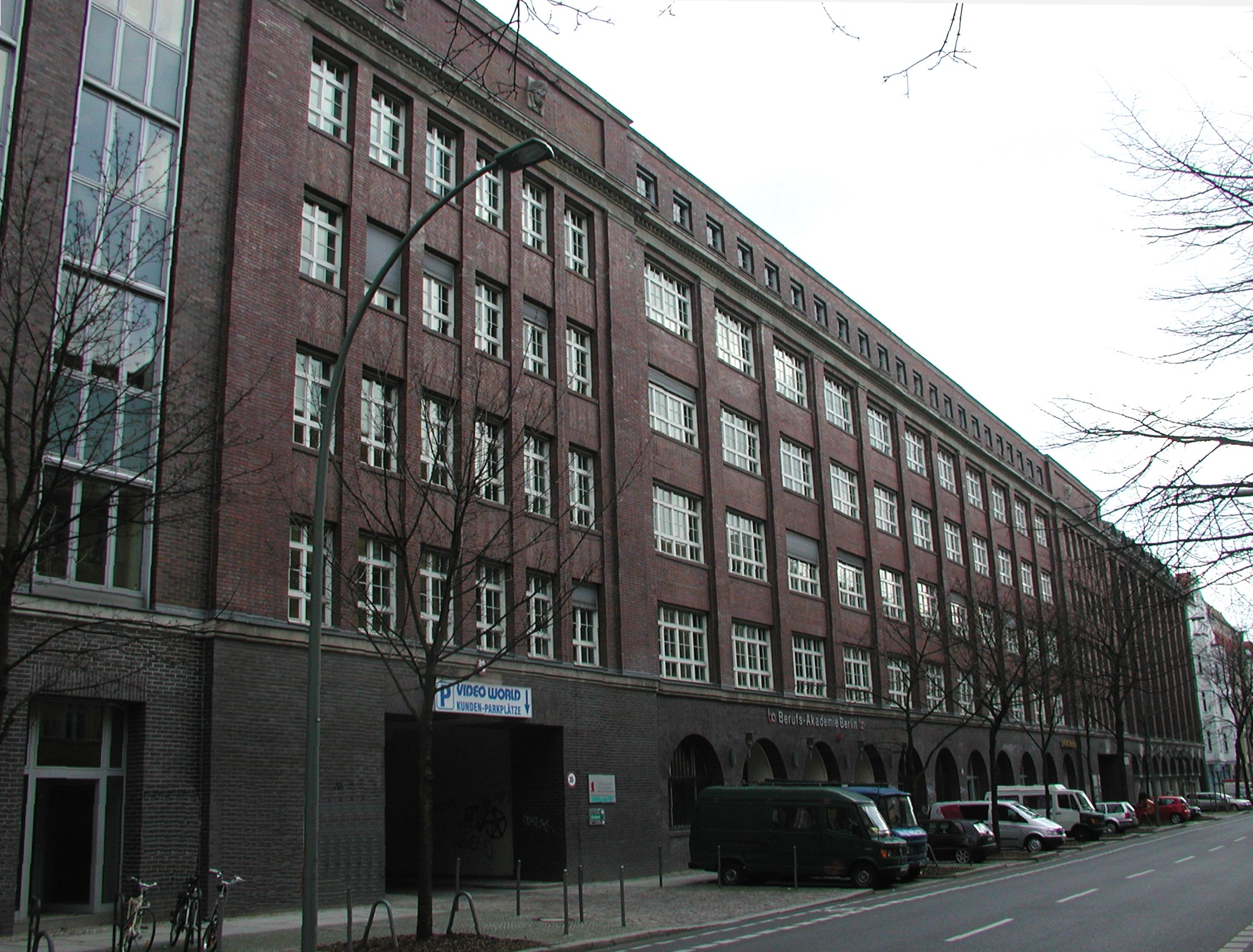
Ehemalige Knorr-Bremse AG in der Neuen Bahnhofstraße

Im Osten von Friedrichshain liegt an der heutigen Neuen Bahnhofstraße ein weiteres ehemaliges Industriegebiet. In einem damals zur Gemeinde Boxhagen-Rummelsburg gehörenden Areal an der Berliner Ringbahn hatte ab 1904 Georg Knorr einen großen Büro- und Fabrikkomplex errichten lassen (Knorr-Bremse AG). Die Knorr-Bremse AG wurde 1954 in den VEB Berliner Bremsenwerk umgewandelt. Heute befindet sich in einem der Gebäude ein Museum der Knorr-Bremse AG. Die Gebäude stehen unter Denkmalschutz. Der jenseits der Ringbahn gelegene Teil des Geländes gehört zum Ortsteil Rummelsburg im Bezirk Lichtenberg. Ein größerer Komplex der Anlage wird von der Deutschen Rentenversicherung genutzt.

### Volkspark Friedrichshain und Krankenhaus im Friedrichshain

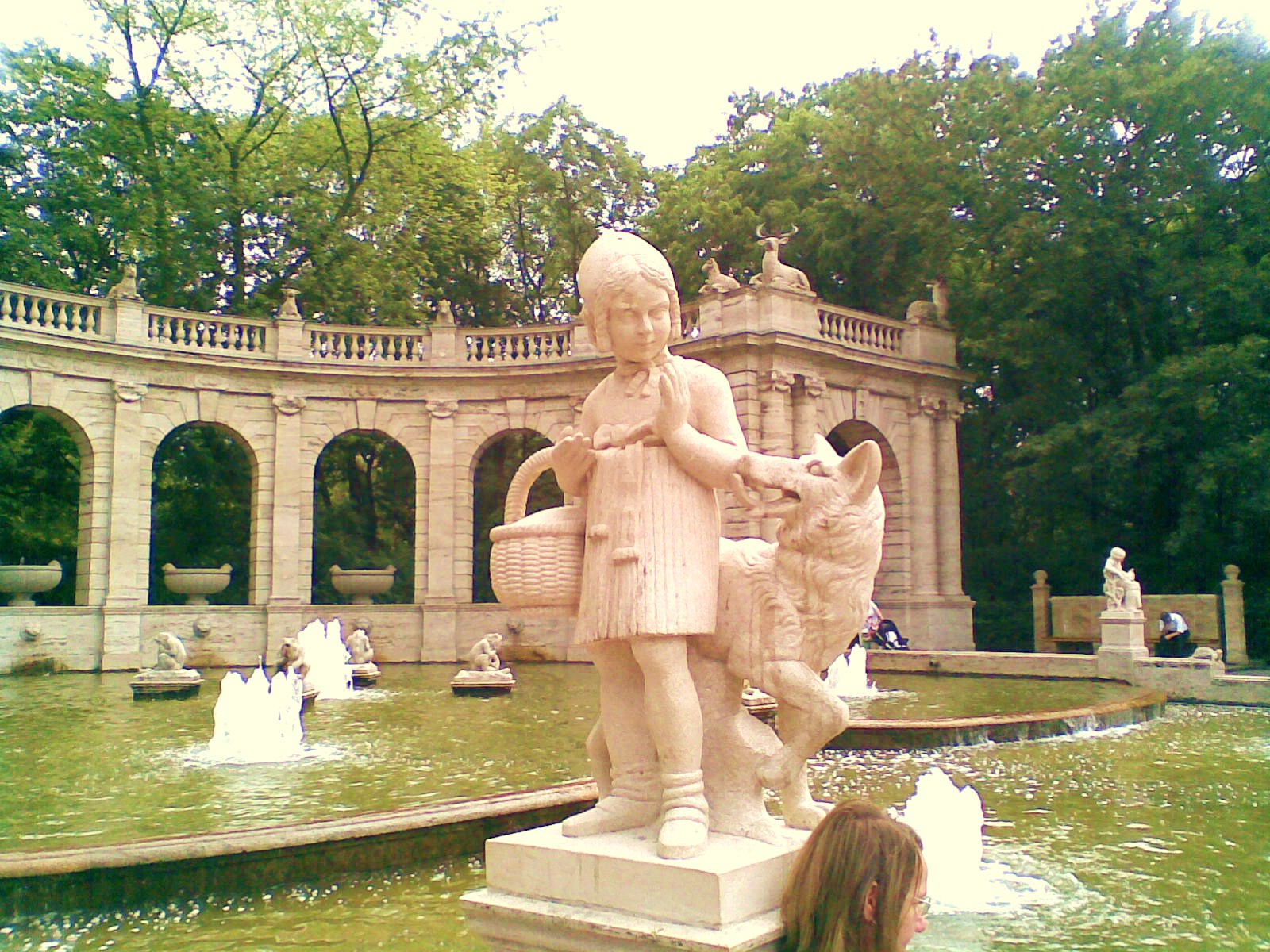
Märchenbrunnen am Volkspark Friedrichshain

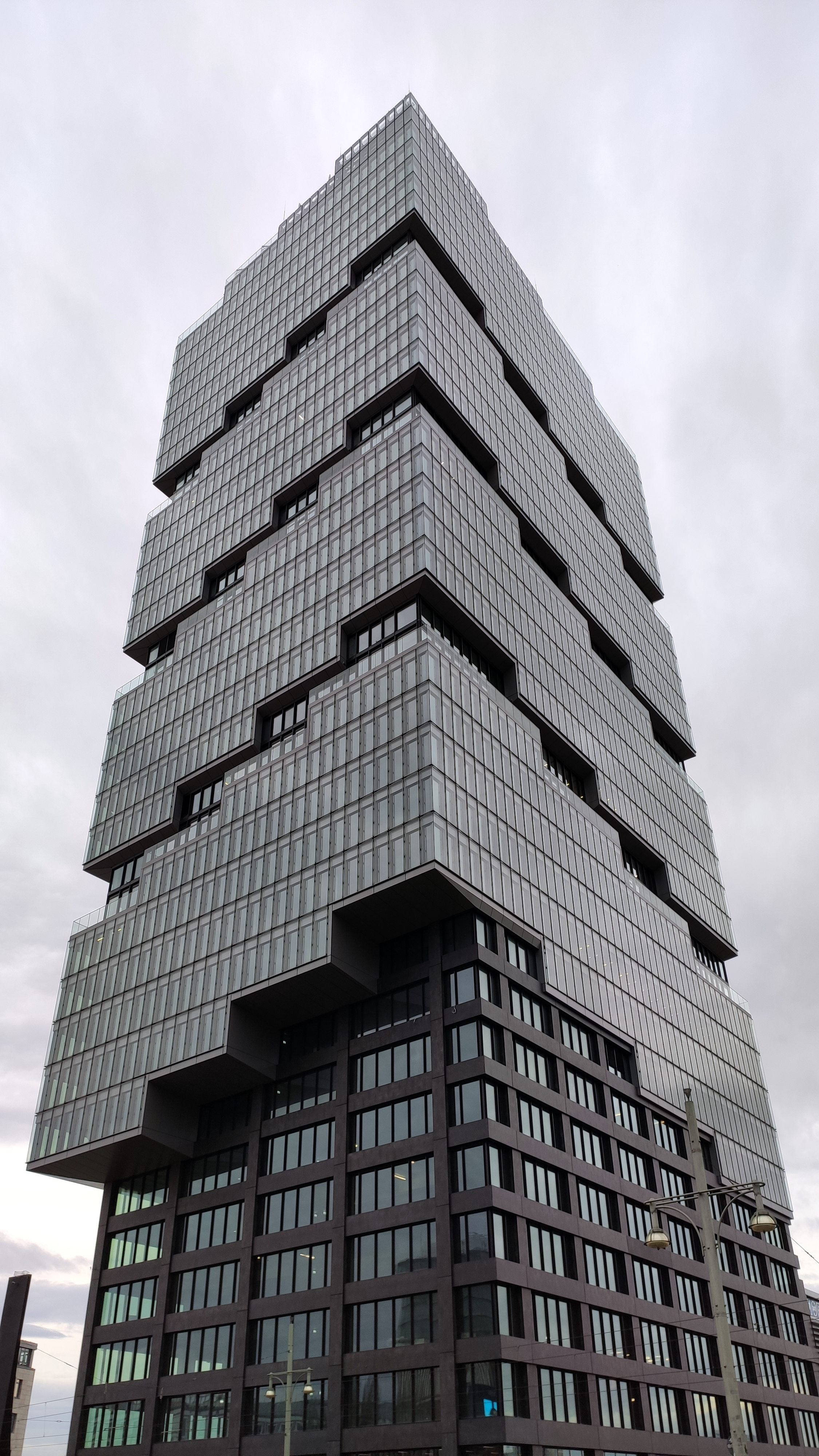
Edge East Side Tower

Von 1846 bis 1848 wurde im Osten vor den Toren der Stadt Berlin der Volkspark Friedrichshain angelegt, der später namensgebend für den Ortsteil werden sollte. Es war der erste Volkspark Berlins.
Im Jahr 1874 wurde auf Anraten von Rudolf Virchow das erste städtische Krankenhaus Berlins, das Krankenhaus im Friedrichshain, nach sechsjähriger Bauzeit eröffnet. Es wurde unmittelbar an der Landsberger Allee im Volkspark Friedrichshain erbaut, der zum Ausgleich nach Osten hin um den sogenannten „Neuen Hain“ erweitert wurde. Im Krankenhaus befand sich unter anderem das erste Nierentransplantationszentrum der DDR. Heute gehört das Klinikum im Friedrichshain zur Vivantes GmbH und ist Unfall-Schwerpunkt-Krankenhaus.

### Karl-Marx-Allee
Zum Ende des Zweiten Weltkriegs gab es in der Schlacht um Berlin intensive Kämpfe zwischen der Wehrmacht und der Roten Armee an der Frankfurter Allee, die dadurch fast vollständig in ihrem Bestand zerstört wurde.
In den 1950er Jahren entstanden hier im Rahmen eines programmatischen Wiederaufbauvorhabens der Sozialistischen Einheitspartei Deutschlands (SED) Wohnblöcke im „Zuckerbäckerstil“ nach sowjetischem Vorbild. Seit 1949 hieß die Straße Stalinallee und erhielt das erste Stalindenkmal der DDR. Am 17. Juni 1953 lösten hier Bauarbeiter den Aufstand des 17. Juni aus. Infolge der Entstalinisierung in der Sowjetunion ließ die SED in der Nacht zum 14. November 1961 das Stalindenkmal beseitigen und die Stalinallee in Karl-Marx- und Frankfurter Allee umbenennen. Nahe dem Frankfurter Tor wurde 1962 das Kino Kosmos eröffnet – damals das größte und modernste Kino der DDR. 1996 wurde es zum ersten Multiplex-Kino Berlins erweitert und Ende 2005 zum Veranstaltungszentrum umgebaut.
Die Bauten der Karl-Marx-Allee stehen heute unter Denkmalschutz und wurden in den 2000er Jahren aufwendig saniert.

### Viertel um den Uber-Platz
Auf dem Gelände des ehemaligen Ostgüterbahnhofs an der Mühlenstraße entstand als Teil des Mediaspree-Projektes seit Ende der 2000er Jahre mit der Uber Arena (zweitgrößte Multifunktionsarena Deutschlands), dem Einkaufszentrum East Side Mall und dem Edge East Side Tower, einem 142 m hohen Bürogebäude mit markanter Fassadenstruktur, ein neues Stadtviertel. Sein Zentrum ist der Uber-Platz.

## Bevölkerung
| Jahr | Einwohner  |
| ---- | ---------- |
| 1925 | 336.338    |
| 1933 | 303.149    |
| 1937 | 288.795    |
| 1939 | 0346.264 1 |
| 1946 | 193.115    |
| 1950 | 185.931    |
| 1960 | 159.548    |
| 1965 | 142.361    |
| 1970 | 145.386    |
| 1975 | 143.527    |
| 1980 | 133.636    |

| Jahr | Einwohner |
| ---- | --------- |
| 1990 | 107.844   |
| 2000 | 102.810   |
| 2007 | 112.762   |
| 2010 | 115.472   |
| 2015 | 126.029   |
| 2020 | 136.652   |
| 2021 | 137.305   |
| 2022 | 140.312   |
| 2023 | 141.238   |
| 2024 | 141.206   |

Quelle ab 2007: Statistischer Bericht A I 5. Einwohnerregisterstatistik Berlin. Bestand – Grunddaten. 31. Dezember. Amt für Statistik Berlin-Brandenburg (jeweilige Jahre)

## Sehenswürdigkeiten
| - About Blank - Berghain - Boxhagener Platz - East Side Gallery - Frankfurter Tor - Friedhof der Märzgefallenen - Hochhaus an der Weberwiese - Karl-Marx-Allee - Märchenbrunnen - Oberbaumbrücke und Oberbaum City - Osthafen - RAW-Friedrichshain - Simon-Dach-Straße - Uber Arena - Volkspark Friedrichshain | Sakralgebäude - Auferstehungskirche - Christuskirche - Dorfkirche Stralau - Dreifaltigkeitskirche - Galiläakirche - Offenbarungskirche - Pfingstkirche - Samariterkirche - St.-Andreas-Kirche, 1944 ausgebrannt und 1949 gesprengt - St.-Antonius-Kirche - St.-Bartholomäus-Kirche - St.-Lazarus-Kirche, 1949 gesprengt - St.-Markus-Kirche, 1944 ausgebrannt, 1957 Ruinen beseitigt - St.-Nikolaus-Kapelle - St.-Pius-Kirche - Zwinglikirche |

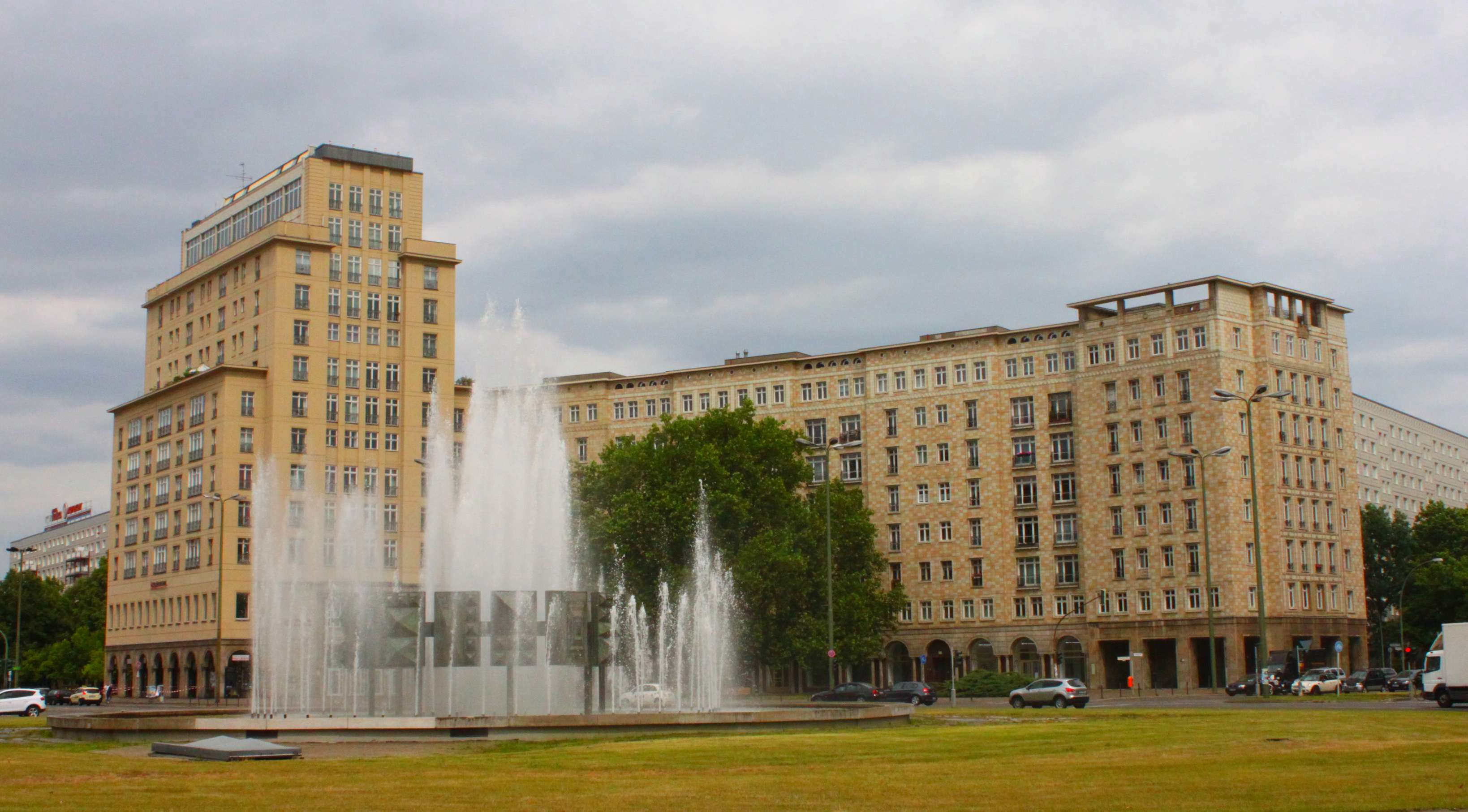
Strausberger Platz
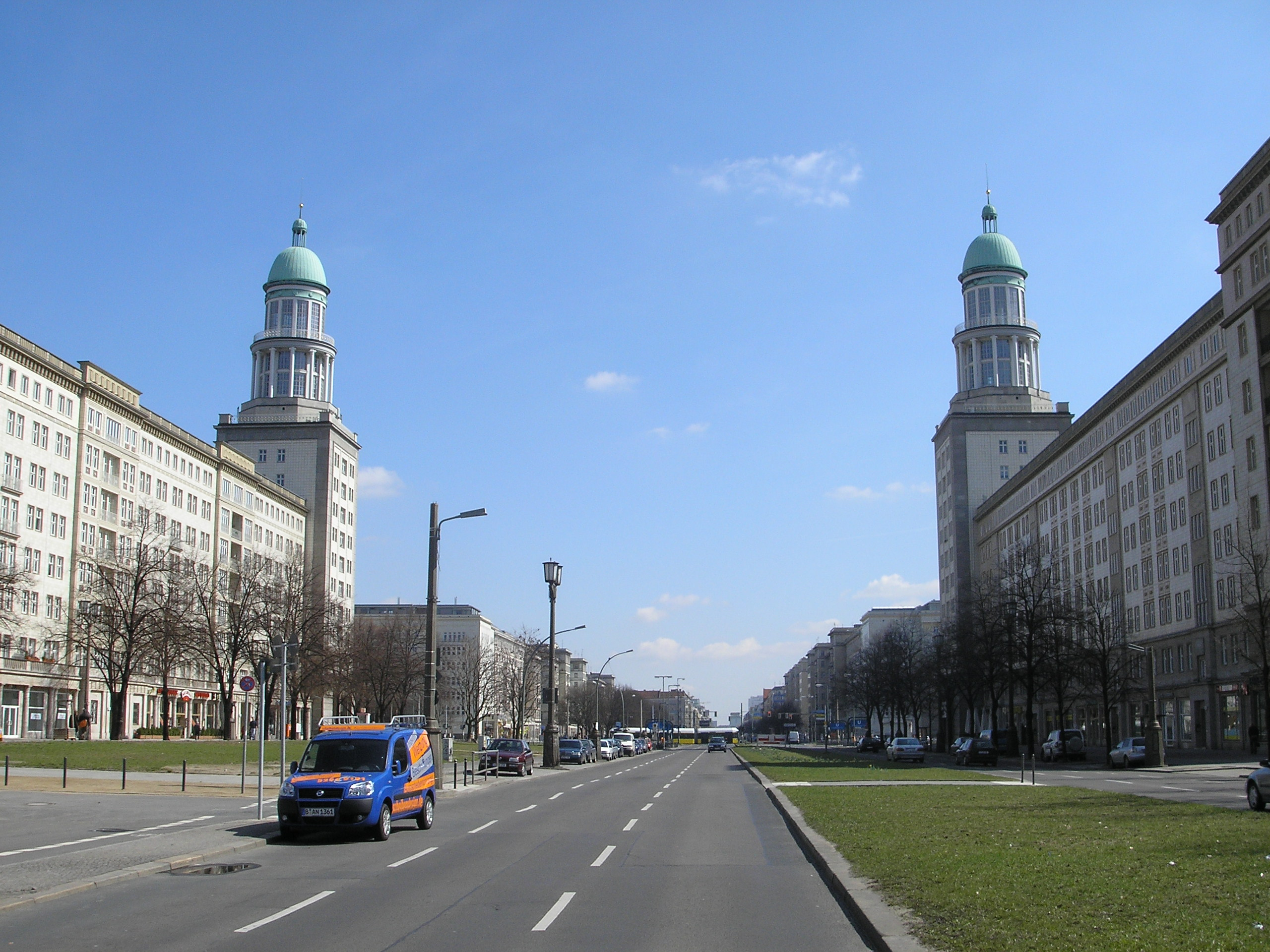
Frankfurter Tor
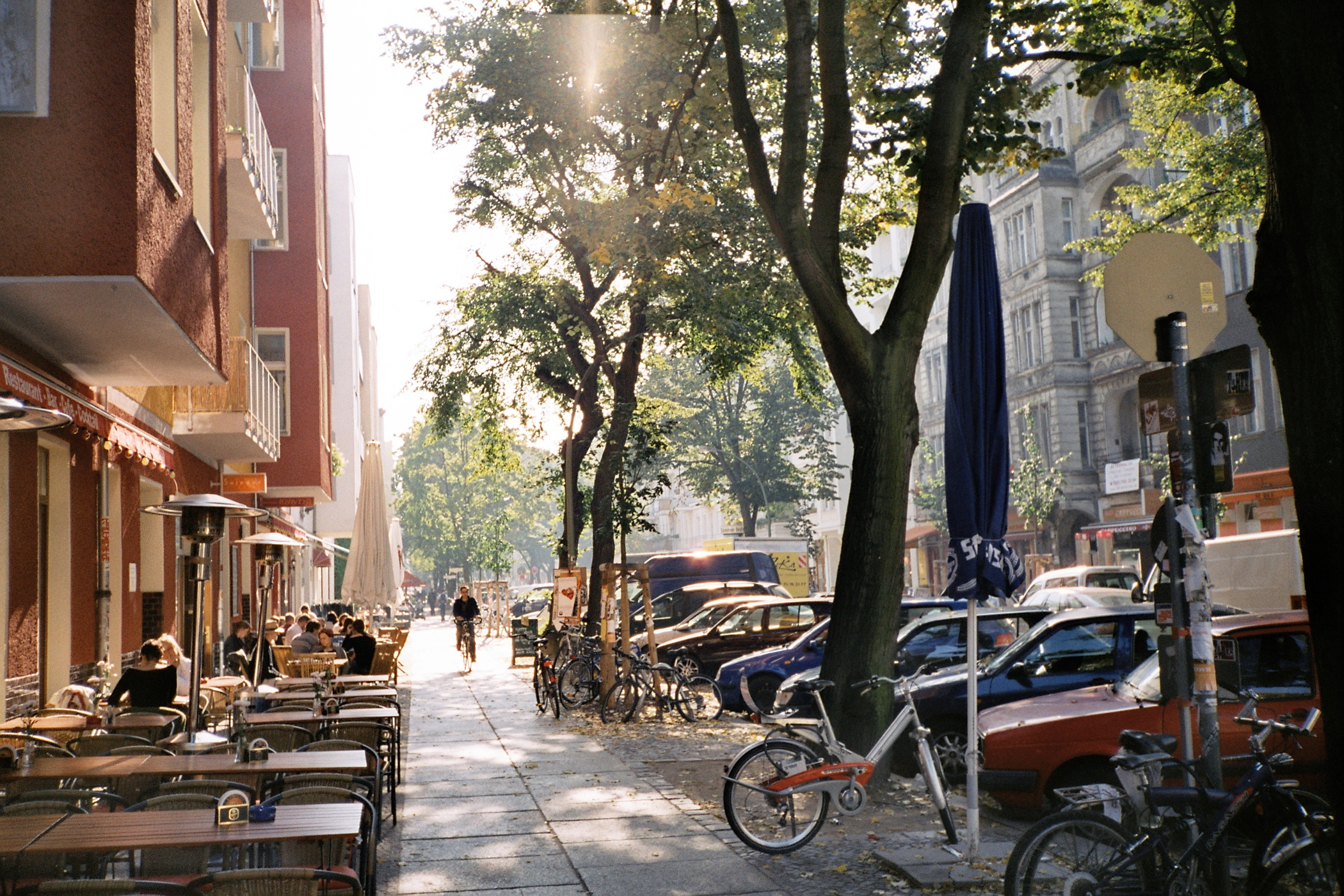
Flaniermeile Simon-Dach-Straße
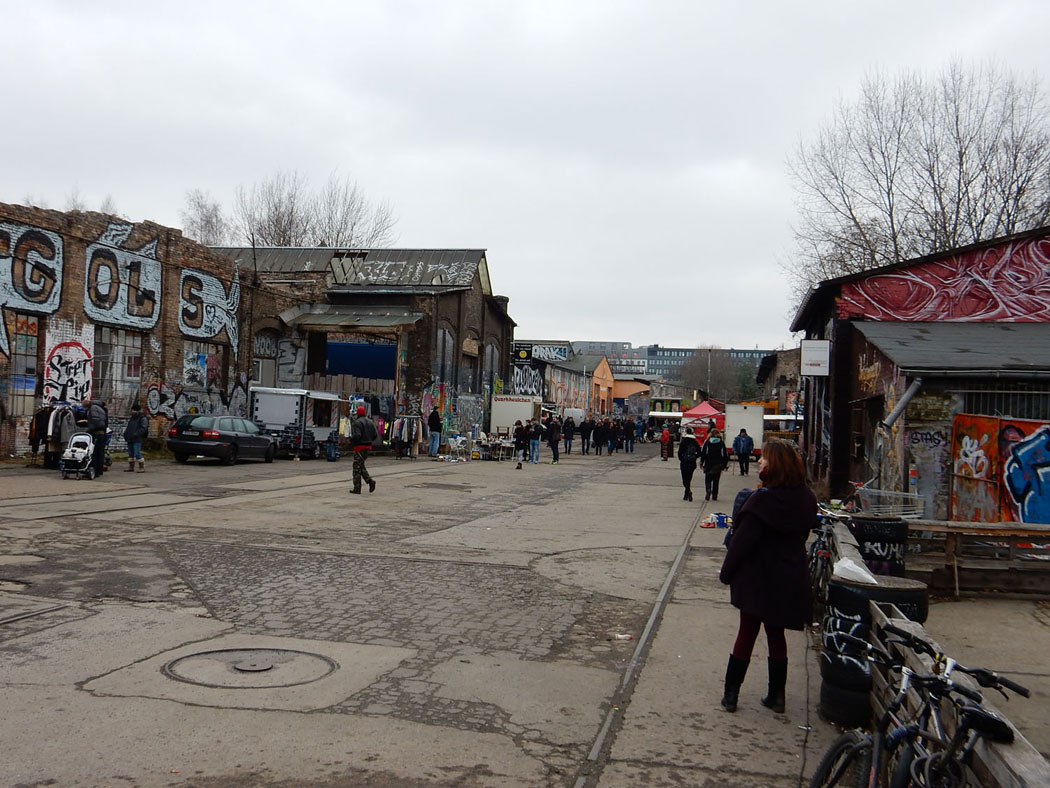
RAW-Friedrichshain
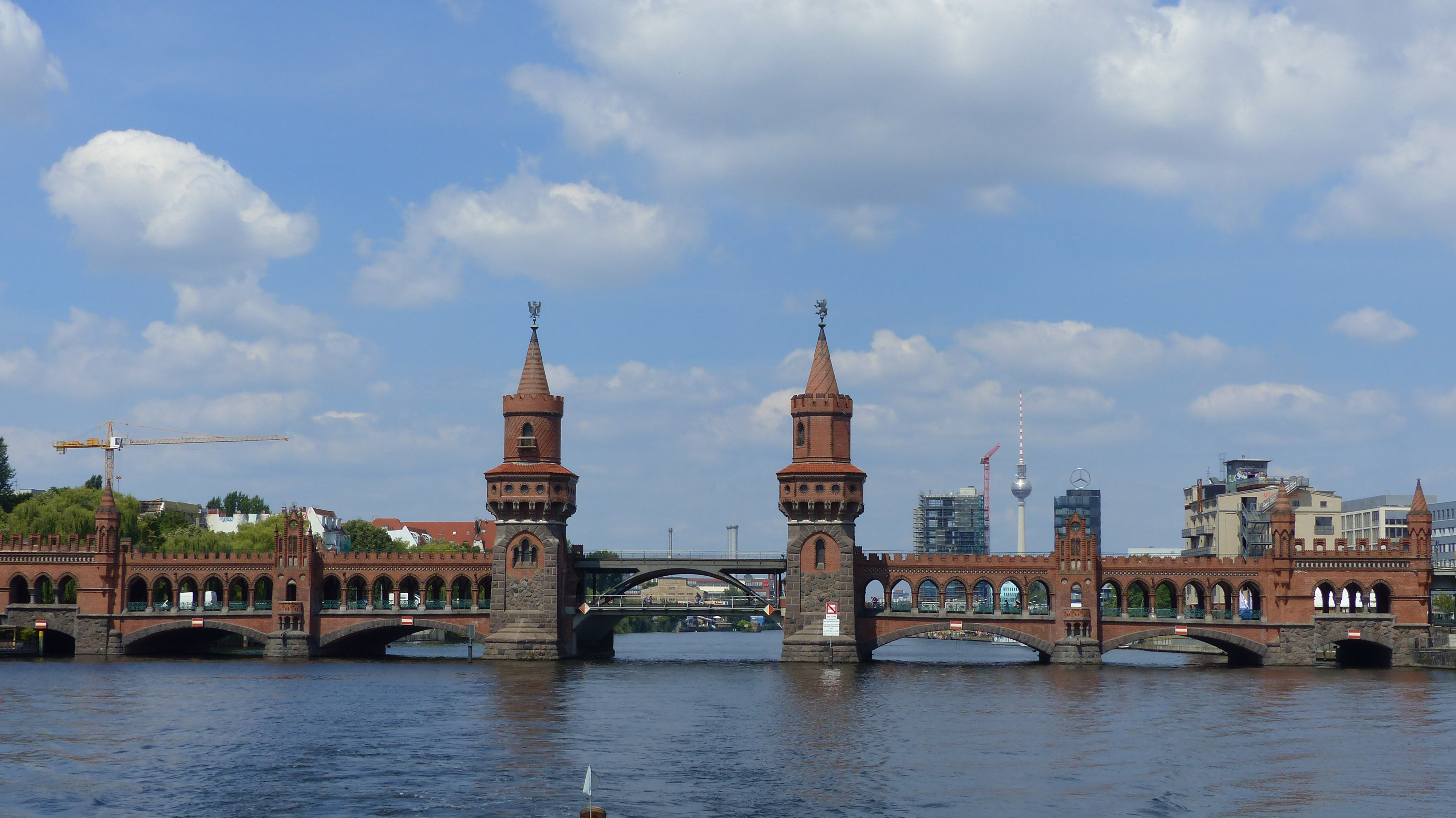
Oberbaumbrücke
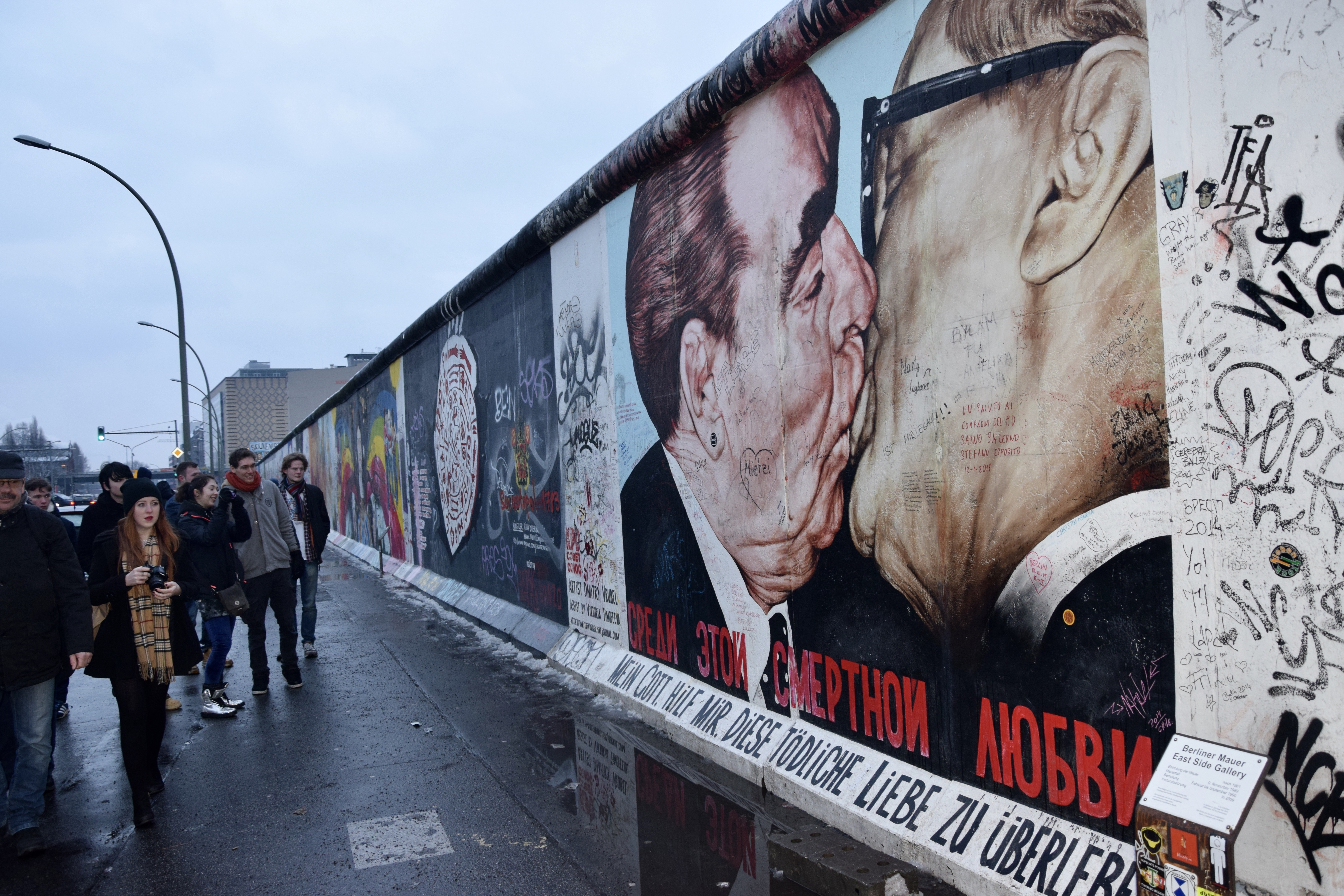
East Side Gallery
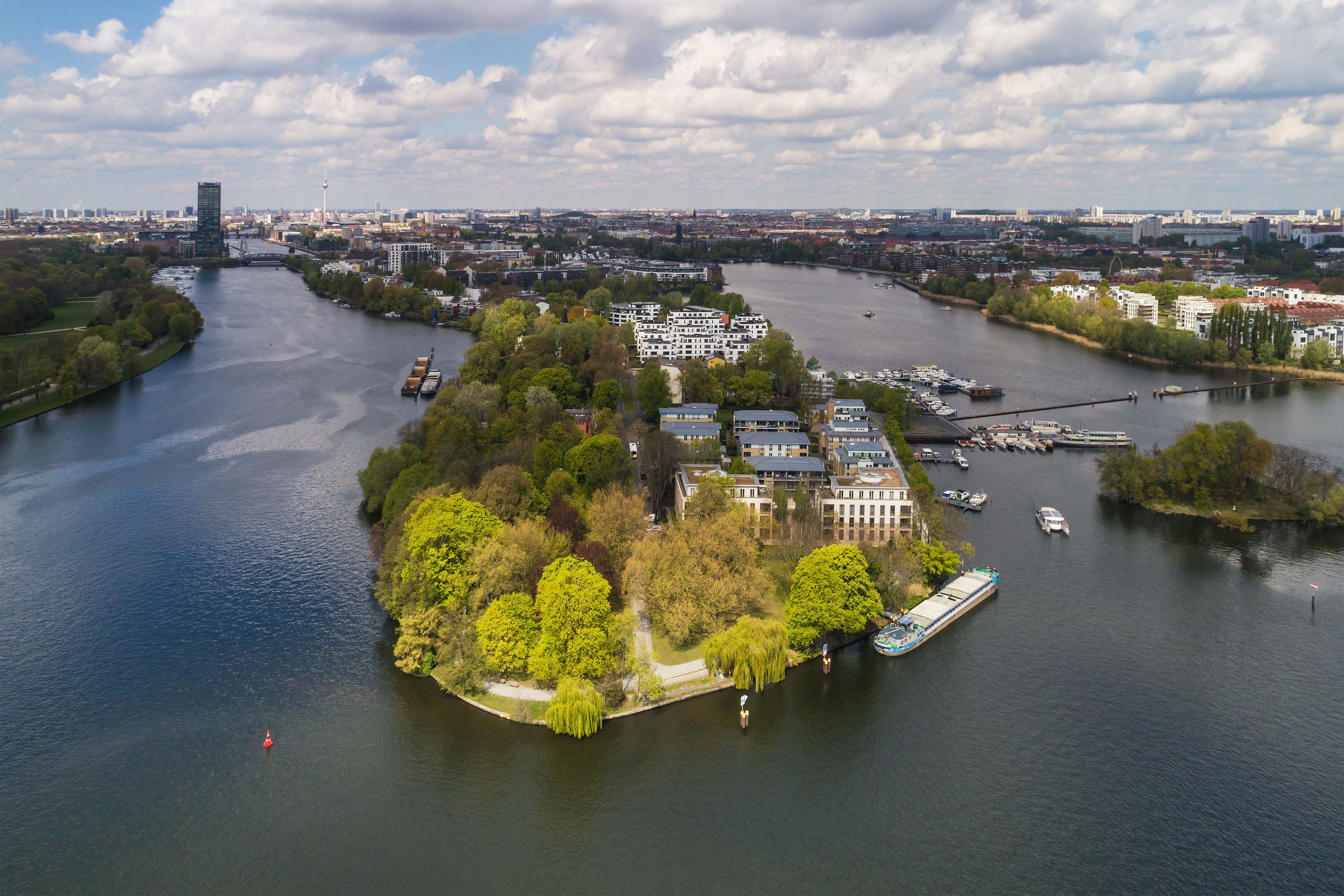
Halbinsel Stralau

## Verkehr

### Individualverkehr
Durch Friedrichshain verlaufen die auf gemeinsamer Trasse geführten Bundesstraßen B 1 und B 5 (Karl-Marx-Allee, Frankfurter Allee) sowie die B 96a (Petersburger Straße, Warschauer Straße, Stralauer Allee). Im Nordwesten tangiert zudem die B 2 den Ortsteil. Vier Brücken über die Spree verbinden Friedrichshain mit den südlich des Flusses gelegenen Berliner Ortsteilen: Michaelbrücke, Schillingbrücke, Oberbaumbrücke und Elsenbrücke. Der Wiederaufbau der im Zweiten Weltkrieg zerstörten Brommybrücke ist geplant.

### Schienenverkehr
In Friedrichshain befindet sich einer der großen Berliner Fernbahnhöfe – der Ostbahnhof. Mit der Inbetriebnahme des neuen Berliner Hauptbahnhofs im Ortsteil Moabit im Jahr 2006 verlor der Ostbahnhof an Bedeutung, da die meisten Fernzüge der Deutschen Bahn in Nord-Süd-Richtung nunmehr den als Kreuzungsbahnhof konzipierten neuen Hauptbahnhof passieren.
Der Ostbahnhof hatte im Laufe der Zeit unterschiedliche Namen: Frankfurter Bahnhof, Niederschlesisch-Märkischer Bahnhof, Schlesischer Bahnhof, Ostbahnhof, Hauptbahnhof und heute wieder ‚Ostbahnhof‘. Nordöstlich lag der Wriezener Bahnhof, der Anfangs- und Endpunkt der Bahnstrecke Berlin–Wriezen und ursprünglich nur ein Nebenbahnsteig des heutigen Ostbahnhofs. Mit dem Bau der Stadtbahn 1882, die zu einem Teil auf dem alten Stadtgraben errichtet wurde, befand sich der heutige Ostbahnhof auf einer durchgehenden Bahntrasse, während der Wriezener Bahnhof als Kopfbahnhof und Vorortbahnhof rasch an Bedeutung verlor. Er existiert heute nicht mehr. An seiner Stelle wurde im September 2006 ein Gewerbegebiet mit Metro-Großmarkt und Hellweg-Baumarkt eröffnet.

### Öffentlicher Personennahverkehr

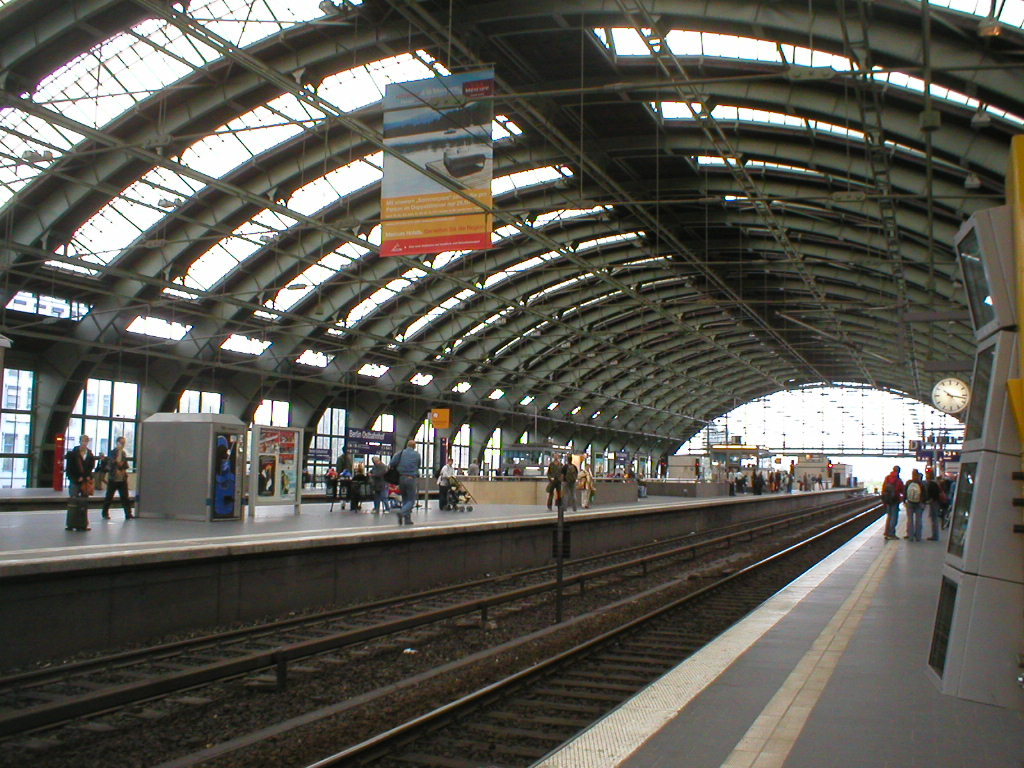
Nördliche Halle des Ostbahnhofs mit den beiden S-Bahnsteigen

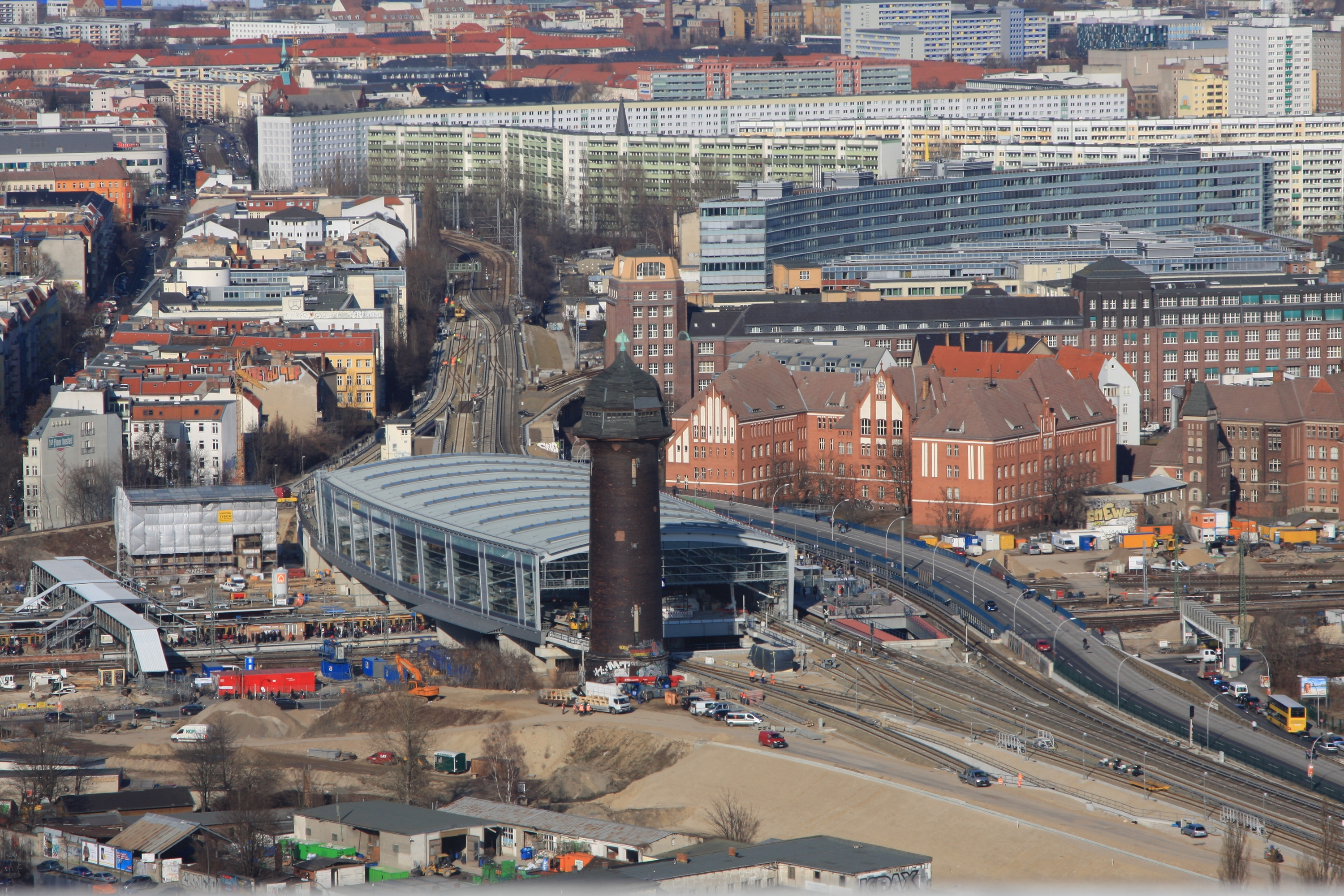
Bahnhof Ostkreuz, März 2012

#### S-Bahn
Der größtenteils in Friedrichshain gelegene Bahnhof Ostkreuz gilt mit täglich 1500 Zughalten als Berlins meist frequentierter Bahnhof. Hier kreuzen sich die Stadtbahn und die Ringbahn. Er wurde seit 2007 aufwendig umgebaut und ist seit 2015 auch an das Regionalbahnnetz angeschlossen. Nach mehreren Verzögerungen wurde im Dezember 2018 der vollständige Betrieb aufgenommen. Die Ringbahnhalle der S-Bahn ist seit April 2012 fertig. Der Platz vor dem Bahnhof soll umgestaltet und ein neues Empfangsgebäude gebaut werden.
Weiterhin liegen die Bahnhöfe Ostbahnhof und Warschauer Straße (Stadtbahn) sowie Frankfurter Allee (Ringbahn) in Friedrichshain.

#### U-Bahn
In den Jahren 1895–1899 wurde zwischen Stralau und Treptow eine Tunnelbahn gebaut, die beweisen sollte, dass U-Bahnen auch unter Flüssen wie der Spree gebaut werden können. Der Straßenbahnbetrieb durch den Tunnel wurde 1932 eingestellt, 1948 wurde der Tunnel wegen kriegsbedingter Schäden verfüllt. Seit den 1980er Jahren erinnern nur noch die Tunnelstraße und eine kleine Grünfläche an den Spreetunnel.

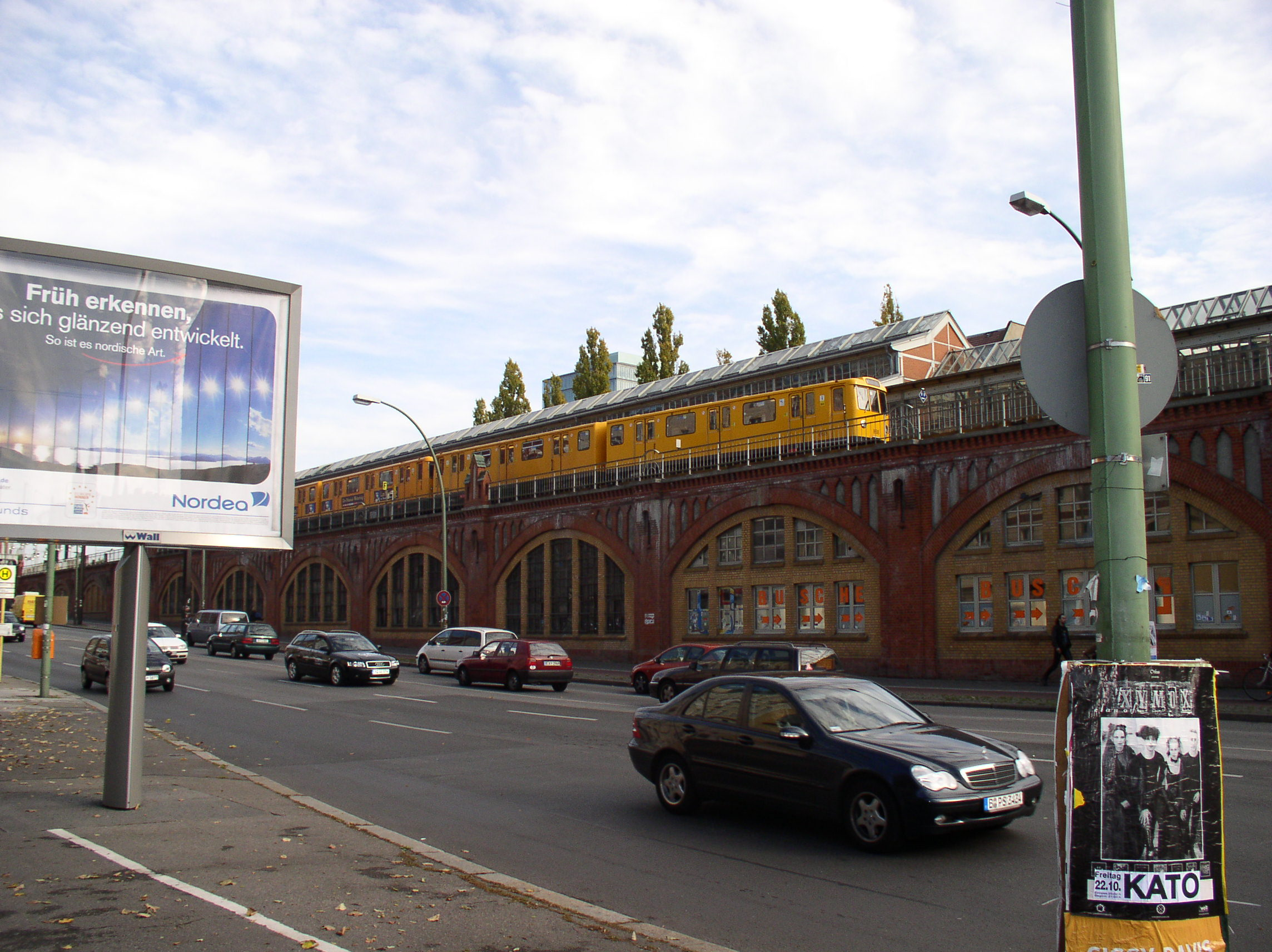
U-Bahnhof Warschauer Straße

Ein Hochbahnviadukt führt von Kreuzberg über die Oberbaumbrücke nach Friedrichshain zum Endbahnhof Warschauer Straße der U-Bahn-Linien U1 und U3. Er ist Umsteigebahnhof zur S-Bahn mit den Linien S3, S5, S7, S75 und S9. Der U-Bahnhof ist ein imposanter Industriebau mit einer umfangreichen Gleisanlage und zwei großen Abstellhallen. Die gesamte Anlage wurde zu Beginn der 1990er Jahre aufwendig restauriert.
Die langfristige Berliner U-Bahn-Planung sah vor, die Linie U1 nicht an der Warschauer Brücke enden zu lassen, sondern sie bis zum U-Bahnhof Frankfurter Tor der U5 zu verlängern. Dieses Vorhaben ist zwischenzeitlich jedoch zugunsten der Sanierung anderer, bereits bestehender U-Bahn-Strecken aufgegeben worden. Zwischen dem U-Bahnhof Warschauer Straße (bis 1995: Warschauer Brücke) und dem U-Bahnhof Schlesisches Tor befand sich vor dem Zweiten Weltkrieg am nördlichen Spreeufer der Hochbahnhof Stralauer Tor (ab 1924: Osthafen), der im Krieg zerstört und nicht wieder aufgebaut wurde.
Friedrichshain wurde 1930 über die heutige Linie U5 mit den östlichen Außenbezirken und dem Alexanderplatz verbunden. Eine Verlängerung bis ins Regierungsviertel und zum neuen Berliner Hauptbahnhof wurde am 4. Dezember 2020 eröffnet.

#### Straßenbahn
Friedrichshain wurde ab den 1870er Jahren von mehreren Straßenbahnlinien erschlossen. Bis zur Jahrhundertwende fuhren diese meist als Pferdebahn. Die ältesten Strecken auf dem Gebiet des heutigen Ortsteils waren die Ringbahn der Großen Berliner Pferde-Eisenbahn über Friedenstraße – Strausberger Straße – Andreasstraße – Schillingbrücke in den Jahren 1876–1879 sowie die Strecke der Neuen Berliner Pferdebahn vom Alexanderplatz durch die heutige Karl-Marx-Allee und Frankfurter Allee nach Friedrichsberg im Jahr 1878. 1881–1883 folgte die Strecke durch die Landsberger Allee und Petersburger Straße zum Zentralvieh- und Schlachthof am Forckenbeckplatz, 1885 die Straßenbahn durch die Holzmarktstraße in Richtung Schlesischer Bahnhof und 1890 die Straßenbahn durch den Grünen Weg (heute: Singerstraße) zum Küstriner Platz (heute: Franz-Mehring-Platz). Zur Jahrhundertwende wurden diese Strecken elektrifiziert und neue Strecken anderer Betreiber eröffnet. Ab 1899 fuhren die Berliner Ostbahnen vom Schlesischen Bahnhof durch den oben erwähnten Spreetunnel nach Treptow und die Züge der Continentalen Gesellschaft für elektrische Unternehmungen durch die Landsberger Allee nach Hohenschönhausen. 1901 eröffnete die Hochbahngesellschaft, die auch die erste Berliner U-Bahn betrieb, die Flachbahn von der Warschauer Brücke zum Zentralviehhof, und 1908 nahm die Stadt Berlin ihre erste eigene Straßenbahnlinie in Betrieb. Ab 1907 gab es zudem eine Straßenbahnstrecke von der Frankfurter Allee nach Boxhagen-Rummelsburg. Bis 1928 wurden sämtliche Betriebe in der BVG vereint. Nach 1945 gingen die Strecken durch die Frankfurter Allee, den ehemaligen Grünen Weg und entlang der Friedenstraße nicht mehr in Betrieb. Die Verbindung durch die Andreasstraße wurde bis 1966 stillgelegt, jene entlang der Holzmarktstraße und Stralauer Allee folgte bis 1969.
In Betrieb sind nach wie vor die Strecken entlang der Landsberger Allee/Platz der Vereinten Nationen/Mollstraße (Linien M5, M6 und M8), Petersburger/Warschauer Straße (M10, zum Teil M13 und Linie 21), Scharnweber-/Weichsel-/Holtei-/Wühlisch-/Kopernikusstraße (Linie M13, zum Teil Linie 16) und Eldenaer Straße/Weidenweg sowie Boxhagener Straße (Linie 21).

## Schulen (Auswahl)
- Andreas-Gymnasium, Koppenstraße
- Dathe-Gymnasium, Helsingforser Straße
- Ellen-Key-Schule, integrierte Sekundarschule mit gymnasialer Oberstufe, Rüdersdorfer Straße
- Georg-Friedrich-Händel-Gymnasium, Frankfurter Allee
- Heinrich-Hertz-Gymnasium, Rigaer Straße
- Modersohn-Grundschule, Niemannstraße
- Musikschule Friedrichshain, Zellestraße
- Berliner Schule für Schauspiel, Boxhagener Straße

## Persönlichkeiten

### Söhne und Töchter Friedrichshains
- Jakob van Hoddis (1887–1942), Dichter, am Grünen Weg 69 (heute: Singerstraße) geboren
- Hans José Rehfisch (1891–1960), Dramatiker, in der Andreasstraße 71 geboren
- Erich Schmitt (1924–1984), Karikaturist, im Viertel am Schlesischen Bahnhof (heute: Ostbahnhof) geboren, wohnte am Strausberger Platz
- Stefan Gelbhaar (* 1976), Politiker (Bündnis 90/Die Grünen)
- Daniel Kubiak (* 1982), Soziologe
- Anka Dobslaw (* 1980), politische Beamtin (Bündnis 90/Die Grünen)
- Sina Tkotsch (* 1990), Schauspielerin

### Mit Friedrichshain verbundene Persönlichkeiten
- Julius Pintsch (1815–1884), Unternehmer, hatte eine Kellerwerkstatt am Stralauer Platz 4, dann eine Fabrik am Stralauer Platz 6/7 und später in der Andreasstraße 73
- Heinrich Eckert (1819–1875), Landmaschinenfabrikant, wohnte am Baltenplatz (heute: Bersarinplatz)
- Wilhelm Voigt (1849–1922), falscher „Hauptmann von Köpenick“, wohnte nach seinem Coup in der Langestraße 22
- Heinrich Zille (1858–1929), Maler und Grafiker, lebte in der Kleinen Andreasstraße 17
- Friedrich Ebert (1871–1925), Politiker (SPD), Reichspräsident, wohnte in der Neuen Bahnhofstraße 13
- Clara Grunwald (1877–1943), Pädagogin, unterrichtete an der Mädchenschule in der Gubener Straße, wirkte am Montessori-Volkskinderhaus, Scharnweberstraße 19
- Alfred Döblin (1878–1957), Schriftsteller, wohnte in der Blumenstraße, Markusstraße und Singerstraße 108, später in der Pillauer Straße 7, hatte eine Arztpraxis in der Frankfurter Allee 194 und später in der Frankfurter Allee 340
- Wilhelm Harnisch (1887–1960), Theologe, Pfarrer der Samaritergemeinde, Leiter der Pressestelle des Pfarrernotbundes und Gründungsmitglied der Bekennenden Kirche
- Ludwig Renn (1889–1979), Schriftsteller, wohnte in Alt-Stralau 70
- Theodor Plievier (1892–1955), Schriftsteller, Inhaber einer Verlagsbuchhandlung in der Rigaer Straße 68
- Gabriele Mucchi (1899–2002), Maler und Grafiker, wohnte u. a. in der Andreasstraße 46
- Franz Carl Weiskopf (1900–1955), Schriftsteller, wohnte am Strausberger Platz 19
- Werner Seelenbinder (1904–1944), Ringer und Widerstandskämpfer gegen den Nationalsozialismus, wohnte in der Palisadenstraße 56 und Glatzer Straße 6
- Bodo Uhse (1904–1963), Schriftsteller, wohnte am Strausberger Platz 19
- Grete Weiskopf (1905–1966), Schriftstellerin, wohnte am Strausberger Platz 19
- Hermann Henselmann (1905–1995), Architekt, wohnte u. a. Strausberger Platz 19
- Erwin Damerow (1906–1978), Bildhauer, Bezirksverordneter, wohnte am Frankfurter Tor 7 und am Frankfurter Tor 4
- Peter Frankenfeld (1913–1979), Entertainer, wuchs in der Bödikerstraße 33 auf, besuchte die Schule in der Goßlerstraße (heute: Emanuel-Lasker-Schule) und die Liebig-Realschule in der Rigaer Straße
- Franz Fühmann (1922–1984), Schriftsteller, lebte am Strausberger Platz 1
- Günther Simon (1925–1972), Schauspieler, wohnte in der Tilsiter Straße (heute: Richard-Sorge-Straße)
- John Stave (1929–1993), Satiriker, wuchs in der Zorndorfer Straße 37 (heute: Mühsamstraße 67) auf, wohnte in der Bersarinstraße 27
- Hilmar Thate (1931–2016), Schauspieler, wohnte in der Frankfurter Allee 23
- Helios Mendiburu (* 1936), Bezirksbürgermeister von Friedrichshain (1990–2000)
- Annemirl Bauer (1939–1989), Malerin und Grafikerin, hatte ihre Atelierwohnung in den letzten Lebensjahren am Bersarinplatz, Bauer wurde mit der Vergabe ihres Namens an einen Platz im Ortsteil geehrt: Annemirl-Bauer-Platz
- Rainer Eppelmann (* 1943), Theologe und Politiker (DA, CDU), Pfarrer an der Samariterkirche, wohnte in der Samariterstraße 27
- Renate Feyl (* 1944), Schriftstellerin, Bezirksverordnete, Mitglied des Arbeitertheaters Berlin-Friedrichshain
- Katharina Reschke (* 1968), Schriftstellerin, lebt in Friedrichshain

## Dokumentarfilm
- Friedrichshain in drei Jahrzehnten. Berlin wie es einmal war. RBB, 2022, 89 min.